# Tre Coppe Parabiago 1909
La Tre Coppe Parabiago 1909, seconda edizione della corsa, si svolse il 18 aprile 1909 su un percorso di 240 km. La vittoria fu appannaggio dell'italiano Giovanni Cuniolo, che completò il percorso in 7h51'50", precedendo i connazionali Carlo Galetti e Giovanni Gerbi.

## Ordine d'arrivo (Top 10)
| Pos. | Corridore           | Squadra         | Tempo    |
| ---- | ------------------- | --------------- | -------- |
| 1    | Giovanni Cuniolo    | Rudge Whitworth | 7h51'50" |
| 2    | Carlo Galetti       | Rudge Whitworth | s.t.     |
| 3    | Giovanni Gerbi      | Bianchi-Dunlop  | s.t.     |
| 4    | Domenico Cittera    | Legnano         | a 8"     |
| 5    | Clemente Canepari   | Bianchi-Dunlop  | a 5'10"  |
| 6    | Giovanni Rossignoli | Bianchi-Dunlop  | a 5'20"  |
| 7    | Giovanni Cocchi     | Stucchi-Pirelli | a 6'10"  |
| 8    | Ernesto Azzini      | Atena           | a 9'50"  |
| 9    | Carlo Oriani        | Stucchi-Pirelli | a 10'00" |
| 10   | Andrea Massironi    | Dei-Pirelli     | a 13'25" |